# Jonathan Dahlén
Jonathan Dahlén (* 20. Dezember 1997 in Östersund) ist ein schwedischer Eishockeyspieler, der seit August 2022 erneut bei Timrå IK aus der Svenska Hockeyligan (SHL) unter Vertrag steht und dort auf der Position des linken Flügelstürmers spielt. Sein Vater Ulf Dahlén war ebenfalls professioneller Eishockeyspieler und ist Mitglied der schwedischen Eishockey-Ruhmeshalle.

## Karriere
Dahlén erlernte das Eishockeyspielen beim Östersunds IK, dem Klub aus seiner Geburtsstadt Östersund. Anschließend wechselte er in die Jugendabteilung des HV71 aus Jönköping, wo er ab der Saison 2012/13 in der U16- und auch U18-Mannschaft des Klubs zum Einsatz kam. Im Verlauf der Spielzeit 2013/14 debütierte er als 17-Jähriger in der U20-Mannschaft, mit der er sich am Saisonende die schwedische U20-Junioren-Meisterschaft in der J20 SuperElit sicherte. In der Folge wechselte der Angreifer zum Timrå IK. Dort verbrachte er den Großteil der Saison 2014/15 ebenfalls in den U18- und U20-Mannschaften des Klubs, jedoch debütierte er ebenso in der Profimannschaft, die in der HockeyAllsvenskan, der zweithöchsten schwedischen Spielklasse beheimatet war. Die Saison der J20 SuperElit schloss er als punktbester Spieler unter 18 Jahren ab.
Zum Spieljahr 2015/16 war Dahlén Stammspieler Timrås und kam im Saisonverlauf in über 50 Spielen auf mehr als 30 Scorerpunkte. Daraufhin wurde er im NHL Entry Draft 2016 bereits in der zweiten Runde an 42. Stelle von den Ottawa Senators aus der National Hockey League ausgewählt. In der folgenden Saison etablierte sich der Stürmer in der Allsvenskan. Am Saisonende führte er alle noch für die Junioren spielberechtigten Akteure nach Toren und Punkten an, was ihm schließlich die Auszeichnung mit dem Guldgallret für den besten Juniorenspieler der Allsvenskan bescherte. Seine Transferrechte waren im Saisonverlauf von den Ottawa Senators im Tausch für Alexandre Burrows zu den Vancouver Canucks transferiert worden. Diese nahmen ihn wenig später mit einem Einstiegsvertrag für die folgenden drei Spielzeiten unter Vertrag. Vor dem Beginn der Saison 2017/18 liehen die Canucks den Schweden zur weiteren Entwicklung an Timrå aus, sodass er ein weiteres Jahr dort verbringen konnte. Dahlén führte das Team mit 58 Punkten in 54 Einsätzen zum Gewinn der Meisterschaft sowie dem Aufstieg in die Svenska Hockeyligan. Er selbst wurde als wertvollster Spieler und bester Stürmer der Liga ausgezeichnet. Zudem erhielt er für sein faires und sportliches Verhalten den Rinkens riddare.
Nach dem Abschluss der Saison in Europa beendeten die Canucks das Leihgeschäft und beorderten den Nachwuchsspieler zu ihrem Farmteam, den Utica Comets, aus der American Hockey League. Dort gab er zum Ende der Spielzeit 2017/18 sein Debüt auf dem amerikanischen Kontinent. Nachdem er sich im Verlauf der Saison 2018/19 bis zum Februar in Diensten der Comets sehr schwer tat und nicht an die Leistungen des Vorjahres anknüpfen konnte, verständigten sich die Canucks und sein Berater auf einen Transfer. Im Tausch für die Transferrechte an seinem Landsmann Linus Karlsson wechselte Dahlén im Februar 2019 zu den San Jose Sharks, wo er zunächst im Farmteam San Jose Barracuda in der AHL eingesetzt wurde. Im folgenden Sommer wurde Dahlén für die Spielzeit 2019/20 an seinen Ausbildungsverein Timrå IK verliehen, bevor er dort, ohne eine weitere Partie in Nordamerika zu bestreiten, im Mai 2020 einen festen Vertrag erhielt. Im Juni 2021 kehrte der Schwede zunächst für eine Spielzeit in die Organisation der San Jose Sharks zurück, erhielt nach dem Saisonende aber keinen weiterführenden Vertrag bei den Kaliforniern. Im August 2022 kehrte er daher auf Basis eines Fünfjahresvertrags nach Timrå zurück.

### International
Für sein Heimatland nahm Dahlén im Juniorenbereich am Ivan Hlinka Memorial Tournament 2014 sowie der U18-Junioren-Weltmeisterschaft 2015 in der Schweiz und U20-Junioren-Weltmeisterschaft 2017 in Kanada teil. Beim Ivan Hlinka Memorial Tournament war der Stürmer mit fünf Scorerpunkten, darunter vier Tore, der punktbeste und torgefährlichste Spieler seiner Mannschaft, die letztlich den vierten Rang belegte. Ebenso viele Punkte erreichte er ein Jahr später im Rahmen der U18-Junioren-Weltmeisterschaft, die mit dem enttäuschenden achten Rang endete. Bei der U20-Junioren-Weltmeisterschaft erreichte Dahlén in sieben Einsätzen sechs Punkte. Wiederum belegte die Mannschaft den vierten Rang, woran auch die fünf Tore des Angreifers nichts änderten. Eines davon erzielte er im Spiel um den dritten Platz, das die Schweden mit 1:2 nach Verlängerung gegen Russland verloren.

## Erfolge und Auszeichnungen
| - 2014 Schwedischer U20-Junioren-Meister mit dem HV71 - 2017 Guldgallret - 2018 Meister der Allsvenskan und Aufstieg in die Svenska Hockeyligan mit dem Timrå IK - 2018 Wertvollster Spieler der Allsvenskan - 2018 Bester Stürmer der Allsvenskan - 2018 Rinkens riddare - 2020 Wertvollster Spieler der Allsvenskan | - 2020 Bester Stürmer der Allsvenskan - 2021 Meister der Allsvenskan und Aufstieg in die Svenska Hockeyligan mit dem Timrå IK - 2021 Topscorer der Allsvenskan-Hauptrunde - 2021 Topscorer der Allsvenskan-Playoffs - 2021 Wertvollster Spieler der Allsvenskan-Playoffs - 2021 Wertvollster Spieler der Allsvenskan - 2021 Bester Stürmer der Allsvenskan |

## Karrierestatistik
Stand: Ende der Saison 2023/24

### International
Vertrat Schweden bei:
- Ivan Hlinka Memorial Tournament 2014
- U18-Junioren-Weltmeisterschaft 2015
- U20-Junioren-Weltmeisterschaft 2017

(Legende zur Spielerstatistik: Sp oder GP = absolvierte Spiele; T oder G = erzielte Tore; V oder A = erzielte Assists; Pkt oder Pts = erzielte Scorerpunkte; SM oder PIM = erhaltene Strafminuten; +/− = Plus/Minus-Bilanz; PP = erzielte Überzahltore; SH = erzielte Unterzahltore; GW = erzielte Siegtore; 1 Play-downs/Relegation; Kursiv: Statistik nicht vollständig)